# Landecker Amt
Das Landecker Amt (oder Amt Landeck) war ein historischer Verwaltungsbereich der Reichsabtei Hersfeld und der Landgrafschaft Hessen.  Namensgeber für dieses historische Gebiet ist der Landecker Berg mit der im Jahre 1234 errichteten Burg Landeck (heute Ruine). Obwohl das Amt als untere staatliche Verwaltungsinstanz nicht mehr besteht, hat sich die Bezeichnung „Landecker Amt“ bis in die heutige Zeit erhalten und lebt in den Namen zahlreicher öffentlicher Institutionen und privater Vereine und Verbände fort.

## Geographische Lage
Das Gebiet des Landecker Amts liegt auf den nördlichen Ausläufern der hessischen Kuppenrhön, auf einer Hochebene zwischen dem Fuldatal im Westen und dem Werratal im Osten. Nach Norden wird es vom Seulingswald begrenzt. Hauptort ist Schenklengsfeld im Landkreis Hersfeld-Rotenburg.
Zum Landecker Amt gehören unter anderem die Ortschaften Schenklengsfeld, Oberlengsfeld, Wehrshausen, Unterweisenborn, Landershausen, Konrode, Wüstfeld, Dinkelrode, Malkomes, Schenksolz, Hilmes (die sich 1972 zur Großgemeinde Schenklengsfeld zusammenschlossen), Motzfeld (heute zur Gemeinde Friedewald), Heimboldshausen (heute zur Gemeinde Philippsthal (Werra)) sowie Mansbach, Ransbach, Oberbreitzbach, Glaam und Ausbach (alle fünf zur Gemeinde Hohenroda). Etwa 6500 Einwohner leben heute rund um den Landeckerberg.

## Angrenzende Verwaltungseinheiten
| Kloster Petersberg (Abtei Hersfeld, nach 1648 zur Landgrafschaft Hessen-Kassel) | Amt Friedewald (Landgrafschaft Hessen-Kassel) |                                                 |
| Amt Schildschlag (Abtei Hersfeld, nach 1648 zur Landgrafschaft Hessen-Kassel)   | Kompassrose, die auf Nachbargemeinden zeigt   | Vogtei Kreuzberg (Landgrafschaft Hessen-Kassel) |
| Herrschaft Buchenau (Kloster Fulda)                                             | Amt Fürsteneck (Kloster Fulda)                | Herrschaft Mansbach (Kloster Fulda)             |

## Geschichte

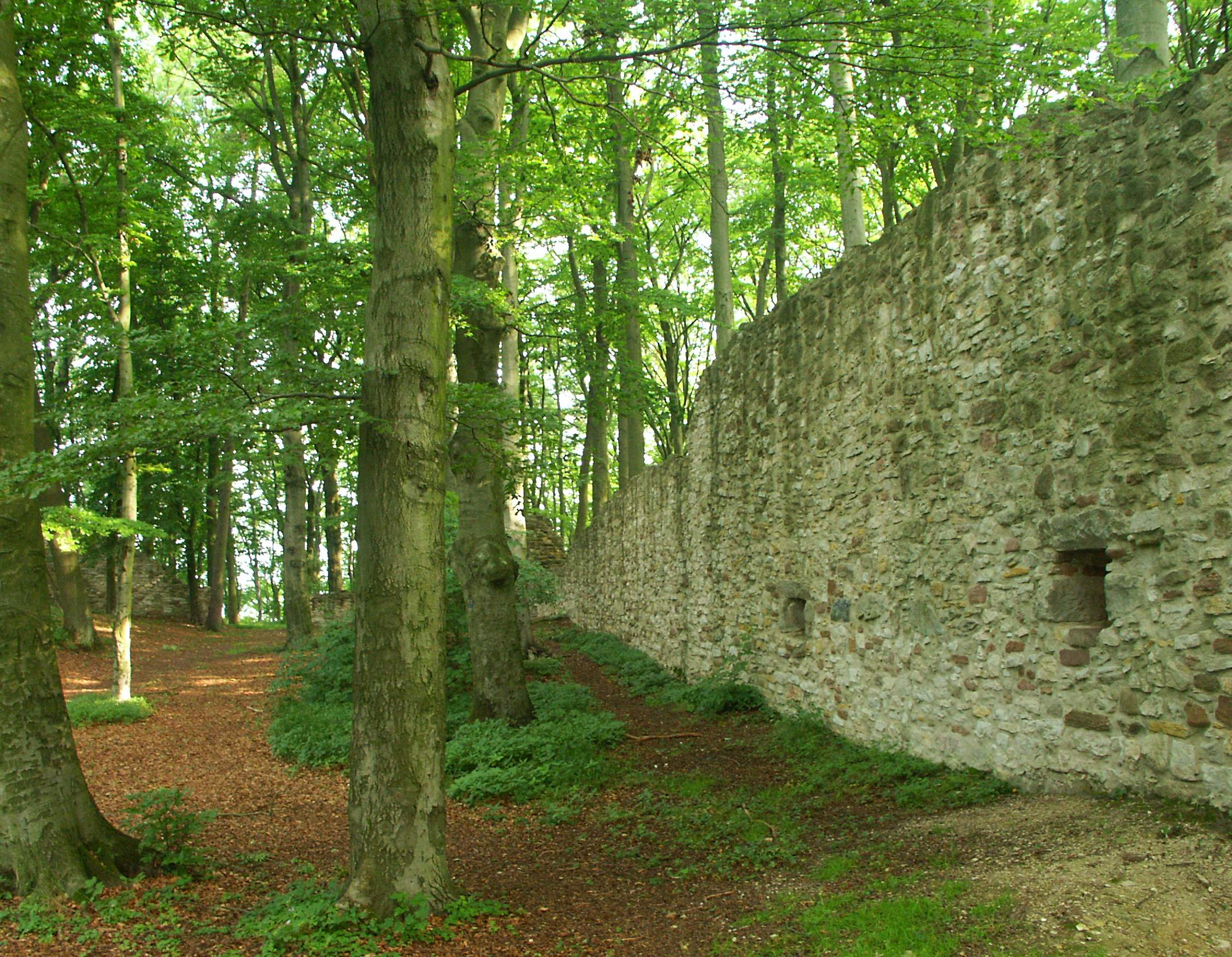
Burgruine Landeck in Richtung „Tanzplatz“ fotografiert

Als „Lengesfeld in Thuringia“ wird die Ortschaft Schenklengsfeld im Verzeichnis des Hersfelder Klosterbesitzes, dem Breviarium Lulli, um 815 erstmals urkundlich erwähnt. Der Ort entwickelte sich bald zum Mittelpunkt des Gebietes. 1141 wurde eine Wehrkirche angelegt, und 1234 wurde auf dem Landeckerberg eine Abtsburg der Abtei Hersfeld fertiggestellt. 1314 wurden „inferior“ und „superior Lengisfeld“ urkundlich erwähnt, und 1402 wurde die Ortschaft als „Lengisfeld unter Landecke“ bezeichnet.
Im 15. Jahrhundert wurde das Amt Landeck als Verwaltungseinheit innerhalb des Gebiets der Abtei Hersfeld geschaffen. 1525 wurde das Amt (wie auch die Stadt Hersfeld) im Bauernkrieg von hessischen Truppen besetzt. Wahrscheinlich kam es in dieser Zeit zur Zerstörung der Burg Landeck. 1558 erhielt Landgraf Philipp von Hessen die Mitherrschaft über Hersfeld und damit auch das Amt Landeck. Im Westfälischen Frieden wurde 1648 festgelegt, dass die ehemals unabhängige Reichsabtei Hersfeld als weltliches „Fürstentum Hersfeld“ der Landgrafschaft Hessen-Kassel einverleibt wurde. Damit wurde das Amt Landeck vollständig hessisch.
Zur Abfindung der kursächsischen Ansprüche auf die Hanau-Münzenberger Reichslehen fielen die Ämter Landeck und Frauensee sowie der hessische Anteil an der Ganerbschaft Treffurt gemäß Vertrag vom 22. April 1729 nach dem Tod des letzten Hanauer Grafen Johann Reinhard III. 1736 an das Kurfürstentum Sachsen. Nur sechs Jahre später kamen das Landecker Amt und das Amt Frauensee 1742 durch Rückkauf wieder an Hessen-Kassel.
Unter französischer Besatzung, von 1807 bis 1813, war das Landecker Amt als Kanton Landeck Teil des Königreichs Westphalen. Nach der Restitution von Kurhessen war es wieder Teil des Kurfürstentums. Bei der kurhessischen Verwaltungsreform im Jahre 1821 wurde das Amt Landeck vergrößert und dem Kreis Hersfeld zugeordnet. Es war nun auch untere Justizbehörde und schloss die ehemalige Vogtei Kreuzberg (Philippsthal (Werra)) mit ein. Als Kurhessen 1866 von Preußen annektiert wurde, kamen auch die Dörfer rund um den Landecker an Preußen. 1912 wurde das Amt durch die Hersfelder Kreisbahn an das Eisenbahnnetz angeschlossen; die Strecke führte von Hersfeld über Malkomes, Schenklengsfeld und Ransbach nach Heimboldshausen. Nach dem Zweiten Weltkrieg wurde das Landecker Amt wieder hessisch. Bei der Gemeindegebietsreform 1972 schlossen sich die Mehrzahl der bis dahin eigenständigen Ortschaften zur Großgemeinde Schenklengsfeld zusammen.

## Zugehörige Orte und Höfe
Nach dem historischen Ortslexikon von Hessen gehörten folgende Orte zum Landecker Amt:
| - Dinkelrode - Ehrenthal - Heimboldshausen - Hillartshausen - Hilmes | - Kahlhausen - Konrode - Lampertsfeld - Landershausen - Malkomes | - Motzfeld - Oberlengsfeld - Ransbach - Rimmrode - Schenklengsfeld | - Schenksolz - Thalhausen - Unterweisenborn - Wehrshausen - Wüstfeld | - Heckenhausen (heute Wüstung) - Zimmers |

## Amtmänner
- Johann Meckbach († 1592), Hessischer und Hersfelder Amtmann 1558–1592
- Johann Peter Schmitt (1721–1771), Hessischer Amtmann zu Landeck[2]

## Quelle
- Peter Roßkopf: Das Landecker Amt im Kreise Hersfeld. Bad Hersfeld, 1964.